# Guitelia teocchii
Guitelia teocchii är en skalbaggsart som beskrevs av Reé Michel Quentin och Jean François Villiers 1972. Guitelia teocchii ingår i släktet Guitelia och familjen långhorningar. Inga underarter finns listade i Catalogue of Life.